# Ballancourt-sur-Essonne
Ballancourt-sur-Essonne és un municipi francès, situat al departament de l'Essonne i a la regió de Illa de França. L'any 2007 tenia 7.206 habitants.
Forma part del cantó de Mennecy, del districte d'Évry i de la Comunitat de comunes de la Val d'Essonne.

## Demografia

### Població
El 2007 la població de fet de Ballancourt-sur-Essonne era de 7.206 persones. Hi havia 2.691 famílies, de les quals 660 eren unipersonals (273 homes vivint sols i 387 dones vivint soles), 743 parelles sense fills, 1.051 parelles amb fills i 237 famílies monoparentals amb fills.
La població ha evolucionat segons el següent gràfic:
Habitants censats

### Habitatges
El 2007 hi havia 2.899 habitatges, 2.738 eren l'habitatge principal de la família, 27 eren segones residències i 134 estaven desocupats. 1.954 eren cases i 910 eren apartaments. Dels 2.738 habitatges principals, 1.744 estaven ocupats pels seus propietaris, 927 estaven llogats i ocupats pels llogaters i 67 estaven cedits a títol gratuït; 138 tenien una cambra, 228 en tenien dues, 521 en tenien tres, 655 en tenien quatre i 1.196 en tenien cinc o més. 1.951 habitatges disposaven pel capbaix d'una plaça de pàrquing. A 1.238 habitatges hi havia un automòbil i a 1.154 n'hi havia dos o més.

### Piràmide de població
La piràmide de població per edats i sexe el 2009 era:
| Homes | Edats   | Dones |
| ----- | ------- | ----- |
| 4     | 95 o +  | 0     |
| 12    | 90 a 94 | 16    |
| 28    | 85 a 89 | 64    |
| 48    | 80 a 84 | 64    |
| 68    | 75 a 79 | 148   |
| 88    | 70 a 74 | 144   |
| 144   | 65 a 69 | 152   |
| 120   | 60 a 64 | 120   |
| 188   | 55 a 59 | 156   |
| 256   | 50 a 54 | 232   |
| 192   | 45 a 49 | 260   |
| 204   | 40 a 44 | 248   |
| 248   | 35 a 39 | 244   |
| 256   | 30 a 34 | 176   |
| 216   | 25 a 29 | 204   |
| 204   | 20 a 24 | 148   |
| 216   | 15 a 19 | 248   |
| 208   | 10 a 14 | 208   |
| 236   | 5 a 9   | 228   |
| 152   | 0 a 4   | 152   |

## Economia
El 2007 la població en edat de treballar era de 4.629 persones, 3.523 eren actives i 1.106 eren inactives. De les 3.523 persones actives 3.285 estaven ocupades (1.660 homes i 1.625 dones) i 238 estaven aturades (131 homes i 107 dones). De les 1.106 persones inactives 400 estaven jubilades, 463 estaven estudiant i 243 estaven classificades com a «altres inactius».

### Ingressos
El 2009 a Ballancourt-sur-Essonne hi havia 2.854 unitats fiscals que integraven 7.402 persones, la mediana anual d'ingressos fiscals per persona era de 22.080,5 €.

### Activitats econòmiques
Dels 246 establiments que hi havia el 2007, 2 eren d'empreses extractives, 5 d'empreses alimentàries, 1 d'una empresa de fabricació de material elèctric, 7 d'empreses de fabricació d'altres productes industrials, 35 d'empreses de construcció, 46 d'empreses de comerç i reparació d'automòbils, 10 d'empreses de transport, 11 d'empreses d'hostatgeria i restauració, 2 d'empreses d'informació i comunicació, 14 d'empreses financeres, 10 d'empreses immobiliàries, 30 d'empreses de serveis, 51 d'entitats de l'administració pública i 22 d'empreses classificades com a «altres activitats de serveis».
Dels 76 establiments de servei als particulars que hi havia el 2009, 1 era una gendarmeria, 1 oficina de correu, 8 oficines bancàries, 1 funerària, 3 tallers de reparació d'automòbils i de material agrícola, 2 autoescoles, 6 paletes, 3 guixaires pintors, 4 fusteries, 5 lampisteries, 9 electricistes, 2 empreses de construcció, 10 perruqueries, 1 veterinari, 10 restaurants, 4 agències immobiliàries, 3 tintoreries i 3 salons de bellesa.
Dels 21 establiments comercials que hi havia el 2009, 1 era un hipermercat, 1 un supermercat, 2 botiges de menys de 120 m², 4 fleques, 1 una carnisseria, 3 llibreries, 6 botigues de roba, 1 una sabateria, 1 una botiga de mobles i 1 una joieria.
L'any 2000 a Ballancourt-sur-Essonne hi havia 5 explotacions agrícoles.

## Equipaments sanitaris i escolars
Els 3 equipaments sanitaris que hi havia el 2009 eren farmàcies.
El 2009 hi havia 3 escoles maternals i 2 escoles elementals. Ballancourt-sur-Essonne disposava d'un col·legi d'educació secundària amb 635 alumnes.

## Poblacions més properes
El següent diagrama mostra les poblacions més properes.